# Straßenhaus
Straßenhaus ist eine Ortsgemeinde im Landkreis Neuwied im Norden von Rheinland-Pfalz. Sie gehört der Verbandsgemeinde Rengsdorf-Waldbreitbach an.

## Geographie
Der Ort liegt im Naturpark Rhein-Westerwald nördlich von Rengsdorf.
Zur Gemeinde Straßenhaus gehören die Ortsteile Niederhonnefeld, Ellingen sowie Jahrsfeld und der Wohnplatz Jahrsfeldermühlen.

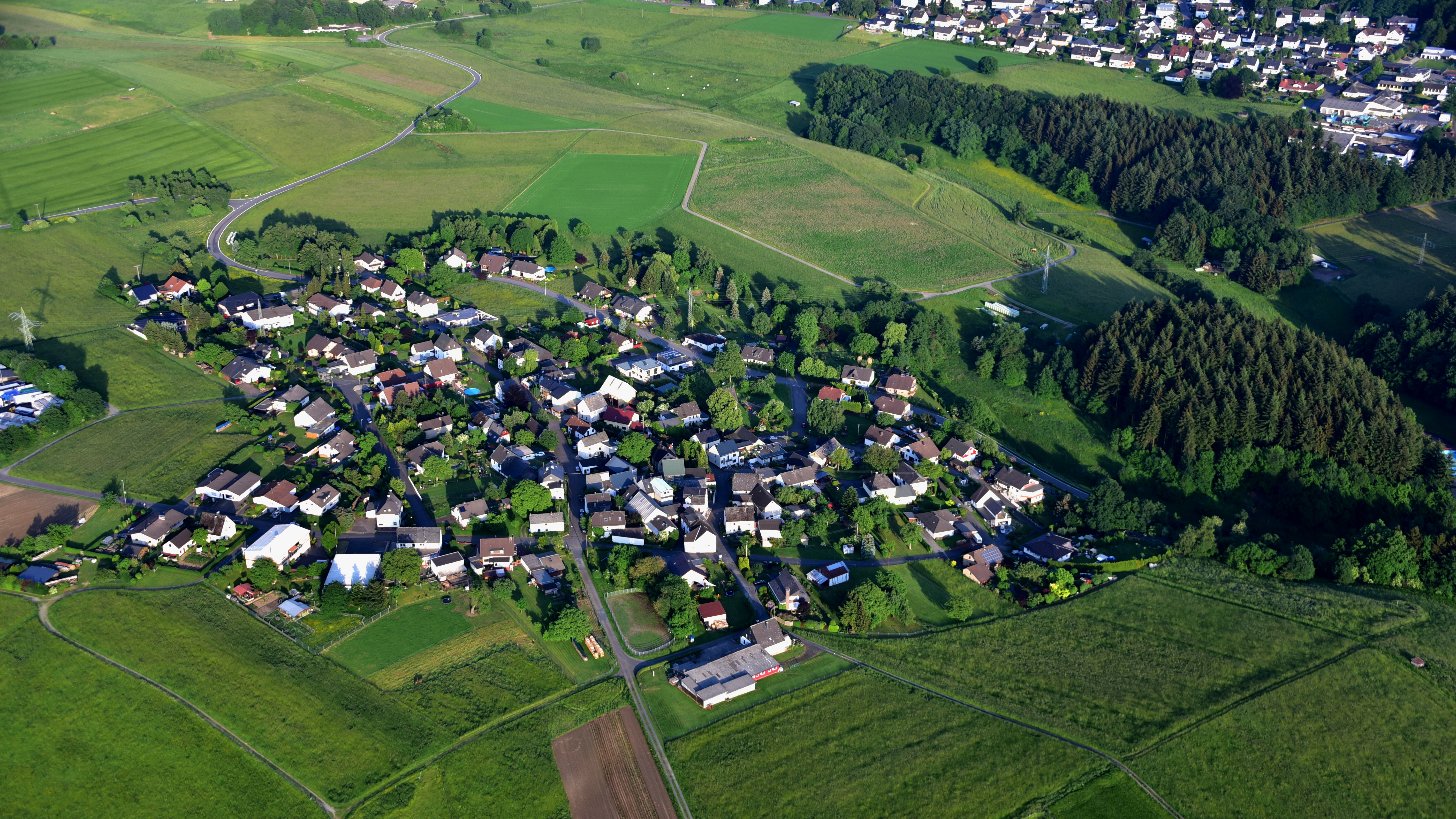
Ellingen, Luftaufnahme (2018)

## Geschichte
Zu Beginn des 17. Jahrhunderts ließ sich im Raum Honnefeld und Rengsdorf eine Familie Reinhard nieder, die aus der wied-runkelischen Herrschaft kam. Sie erbaute ein Haus in unmittelbarer Nähe des heutigen Marktplatzes. Noch 1817 war Straßenhaus – so genannt, weil an der Horhäuser Straße ursprünglich ein Einzelhaus stand – ein Teil des Ortes Jahrsfeld. Dieses Haus von Reinhard war abwechselnd und manchmal gleichzeitig Gasthaus und Zollstation. Zuletzt lag hier bis 1803 die Grenze zwischen der Grafschaft Wied und dem Kurfürstentum Trier. Die Voraussetzung zur Entwicklung zum heutigen Ort Straßenhaus war der um 1900 einsetzende Fremdenverkehr. Im Jahre 1911 öffnete sich der Gasthof zur Post (später Hotel zur Post) für den Kurbetrieb.
Von 1832 bis 1852 wurde auf Jahrsfelder Anhöhe eine optisch-mechanische Telegrafenstation betrieben. Sie war ein Bestandteil der preußischen Telegrafenverbindung von Berlin nach Coblenz. Eine Depesche konnte durch optische Signale von Station zu Station innerhalb weniger Stunden übermittelt werden. Ein einfaches Zeitsignal war bereits nach wenigen Minuten von Koblenz nach Berlin übermittelt. 1852 wurde das System durch eine elektromagnetische Verbindung ersetzt. Eine stilisierte Telegrafenstation ist auch Teil des Wappens von Straßenhaus.
Die Gemeinde Straßenhaus wurde am 1. August 1966 aus den Gemeinden Jahrsfeld und Niederhonnefeld-Ellingen neu gebildet. Niederhonnefeld und Ellingen waren bereits 1845 im Zusammenhang mit der Einführung der „Preußischen Landgemeindeordnung für die Rheinprovinz“ zu einer politischen Gemeinde vereinigt worden.
Schule
Die ersten Schulanfänge von Straßenhaus weisen nach Niederhonnefeld-Ellingen. Die Aktivitäten zur Erbauung eines Schulgebäudes gingen nach dem Ersten Weltkrieg durch die Inflation zunichte. Im Jahre 1929 stimmten die beiden Gemeinderäte von Jahrsfeld und Niederhonnefeld-Ellingen auf Betreiben des Neuwieder Landrats Großmann der Erbauung einer Schule in Jahrsfeld für 78.000 RM zu. Im Jahre 1931 setzte der Schulbetrieb ein. In der Folge der Schulreform (1973) wurde die Hauptschule von Jahrsfeld aufgelöst. Die letzten Lehrer hießen 1984 Rimsa und Keßler.
Statistik zur Einwohnerentwicklung
Die Entwicklung der Einwohnerzahl von Straßenhaus bezogen auf das heutige Gemeindegebiet; die Werte von 1871 bis 1987 beruhen auf Volkszählungen:
| Jahr | Einwohner |
| ---- | --------- |
| 1815 | 456       |
| 1835 | 495       |
| 1871 | 672       |
| 1905 | 622       |
| 1939 | 771       |

| Jahr | Einwohner |
| ---- | --------- |
| 1950 | 875       |
| 1961 | 1006      |
| 1970 | 1224      |
| 1987 | 1465      |
| 1993 | 1748      |

| Jahr | Einwohner |
| ---- | --------- |
| 1999 | 1919      |
| 2005 | 1928      |
| 2011 | 1884      |
| 2017 | 1919      |
| 2023 | 2.028     |

## Politik

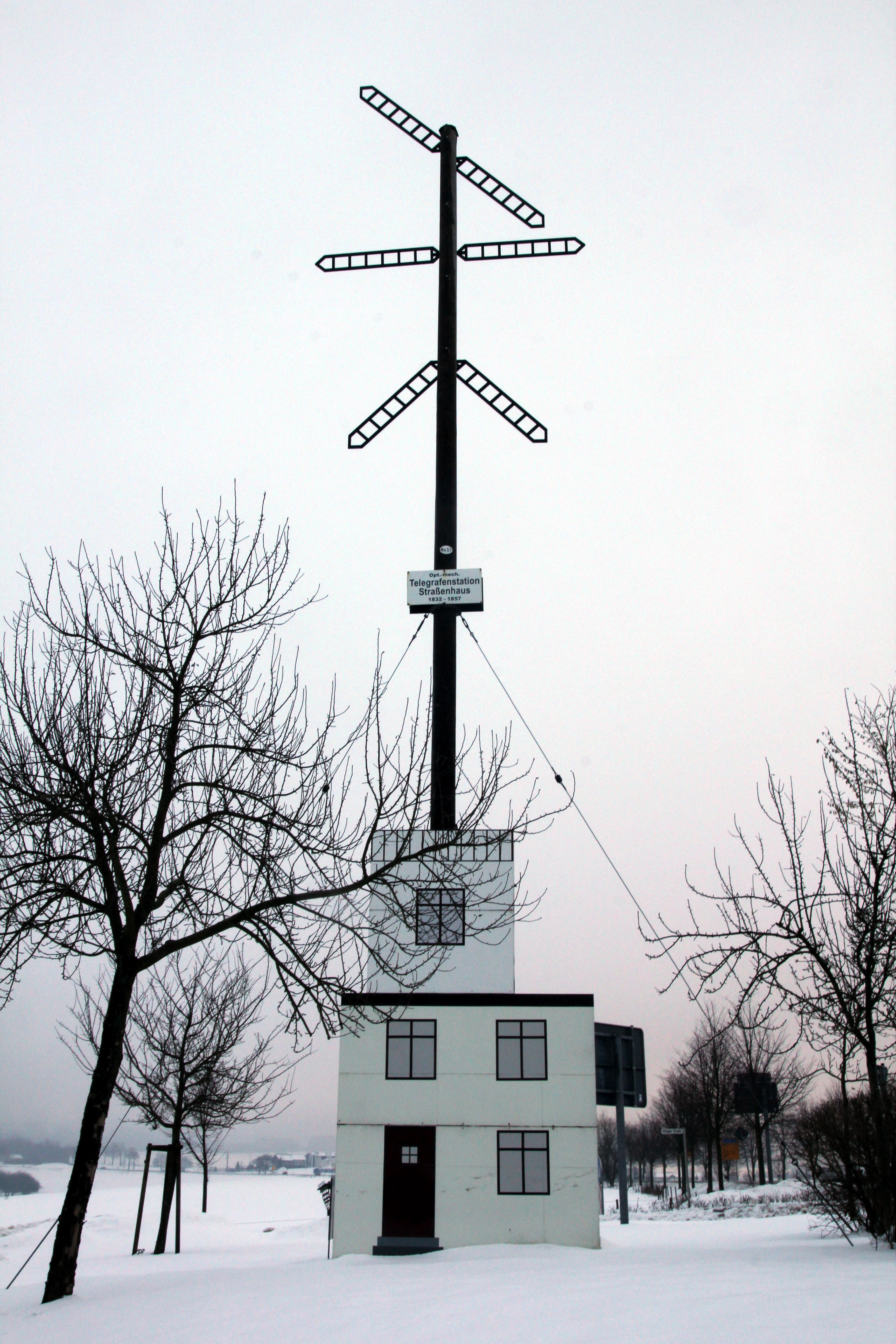
Rekonstruktion der Straßenhauser Telegrafenstation an der B 256

### Gemeinderat
Der Gemeinderat in Straßenhaus besteht aus 16 Ratsmitgliedern, die bei der Kommunalwahl am 9. Juni 2024 in einer personalisierten Verhältniswahl gewählt wurden, und dem ehrenamtlichen Ortsbürgermeister als Vorsitzendem.
Die Sitzverteilung im Gemeinderat:
| Wahl | SPD | CDU | Grüne | WGR a | WGB b | WGS c | Gesamt   |
| ---- | --- | --- | ----- | ----- | ----- | ----- | -------- |
| 2024 | –   | –   | 3     | –     | 7     | 6     | 16 Sitze |
| 2019 | –   | 4   | 3     | 9     | –     | –     | 16 Sitze |
| 2014 | –   | 4   | 2     | 10    | –     | –     | 16 Sitze |
| 2009 | 6   | 6   | –     | 4     | –     | –     | 16 Sitze |
| 2004 | 6   | 7   | –     | 3     | –     | –     | 16 Sitze |

### Bürgermeister
Holger Drees wurde am 2. Juli 2024 Ortsbürgermeister von Straßenhaus. Bei der Direktwahl am 9. Juni 2024 war er als einziger Bewerber mit einem Stimmenanteil von 82,4 % für fünf Jahre gewählt worden.
Die Vorgängerin von Holger Drees, Birgit Haas, hatte das Amt 15 Jahre inne und war 2024 nicht erneut angetreten.

### Wappen
| Wappen von Straßenhaus | Blasonierung: „Schräglinks geteilt von Grün und Gold; oben ein goldener Eichenzweig mit zwei Blättern und einer linksseitigen Eichel; unten ein wachsender schwarzer, optisch-mechanischer Telegraph mit sechs Flügeln auf einem niedrigen schwarzen Turm mit Geländerplattform und Anbau rechts, in beiden je ein offenes Fenster.“                               |
| Wappen von Straßenhaus | Wappenbegründung: Der Eichenzweig symbolisiert die alten Eichen auf dem Marktplatz und die waldreiche Umgebung. Der Telegraph erinnert an die hier zwischen 1832 und 1852 bestehende Station Nr. 57 der optisch-mechanischen Telegraphenlinie Berlin-Koblenz. Das Wappen ist rechtsgültig seit dem 29. April 1980 nach einem Entwurf von Rudolf Rabs, Straßenhaus. |

### Gemeindepartnerschaften
Seit 1991 besteht eine Partnerschaft mit Ellingen in Bayern und seit November 1996 mit Hohenberg-Krusemark in Sachsen-Anhalt (Landkreis Stendal).

## Kultur und Sehenswürdigkeiten

### Bauwerke

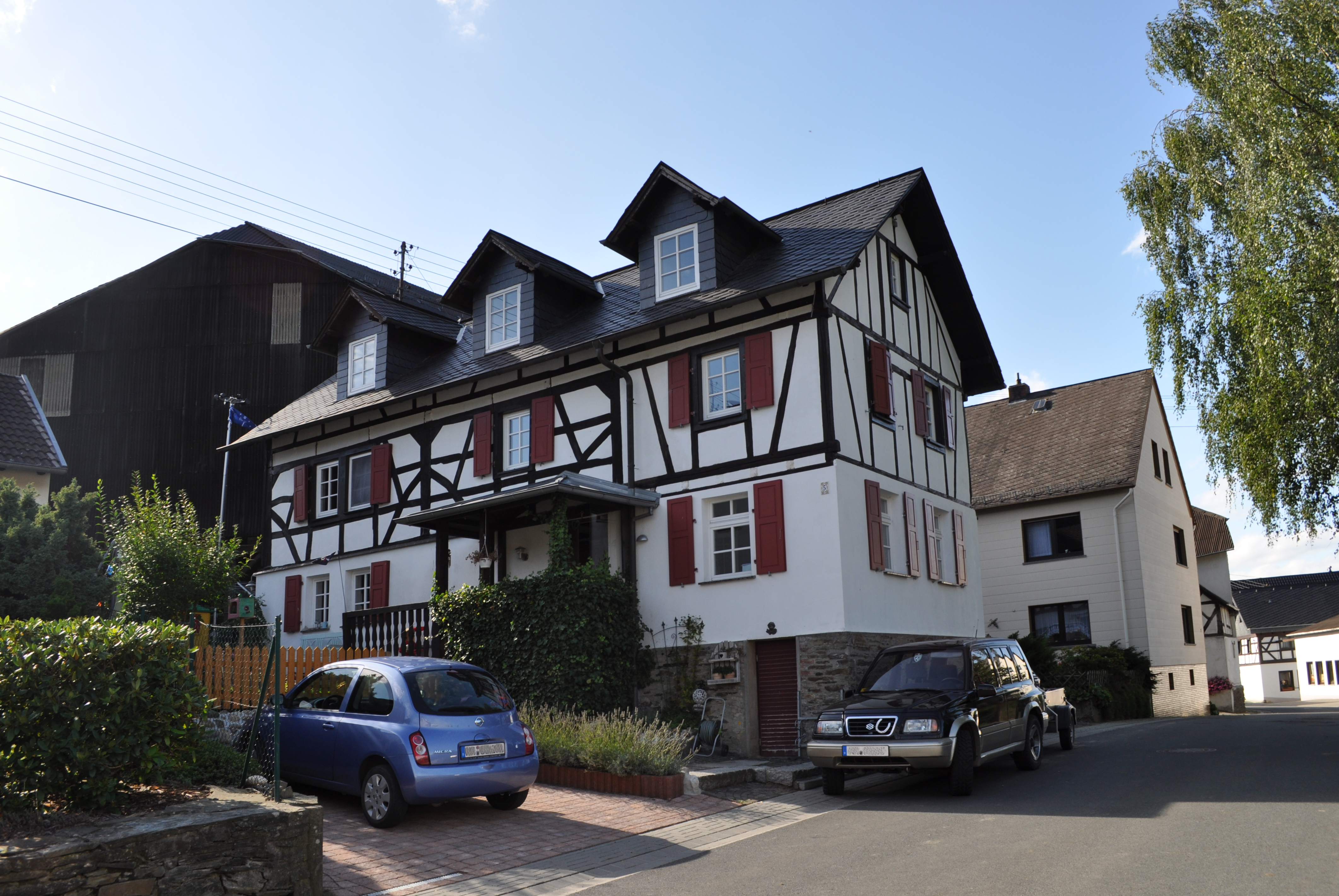
Niederhonnefeld, Luisenstraße 5

In allen drei Ortsteilen befinden sich denkmalgeschützte Fachwerkhäuser.

### Naturdenkmäler
Auf dem Gemeindegebiet liegen drei Naturdenkmäler:
- Baumgruppe auf dem Marktplatz in Straßenhaus (ND-7138-435)
- Felsformation Stangenstein (ND-7138-436)
- Felsformation Hangeley (ND-7138-440)

### Naturschwimmbad Niederhonnefeld

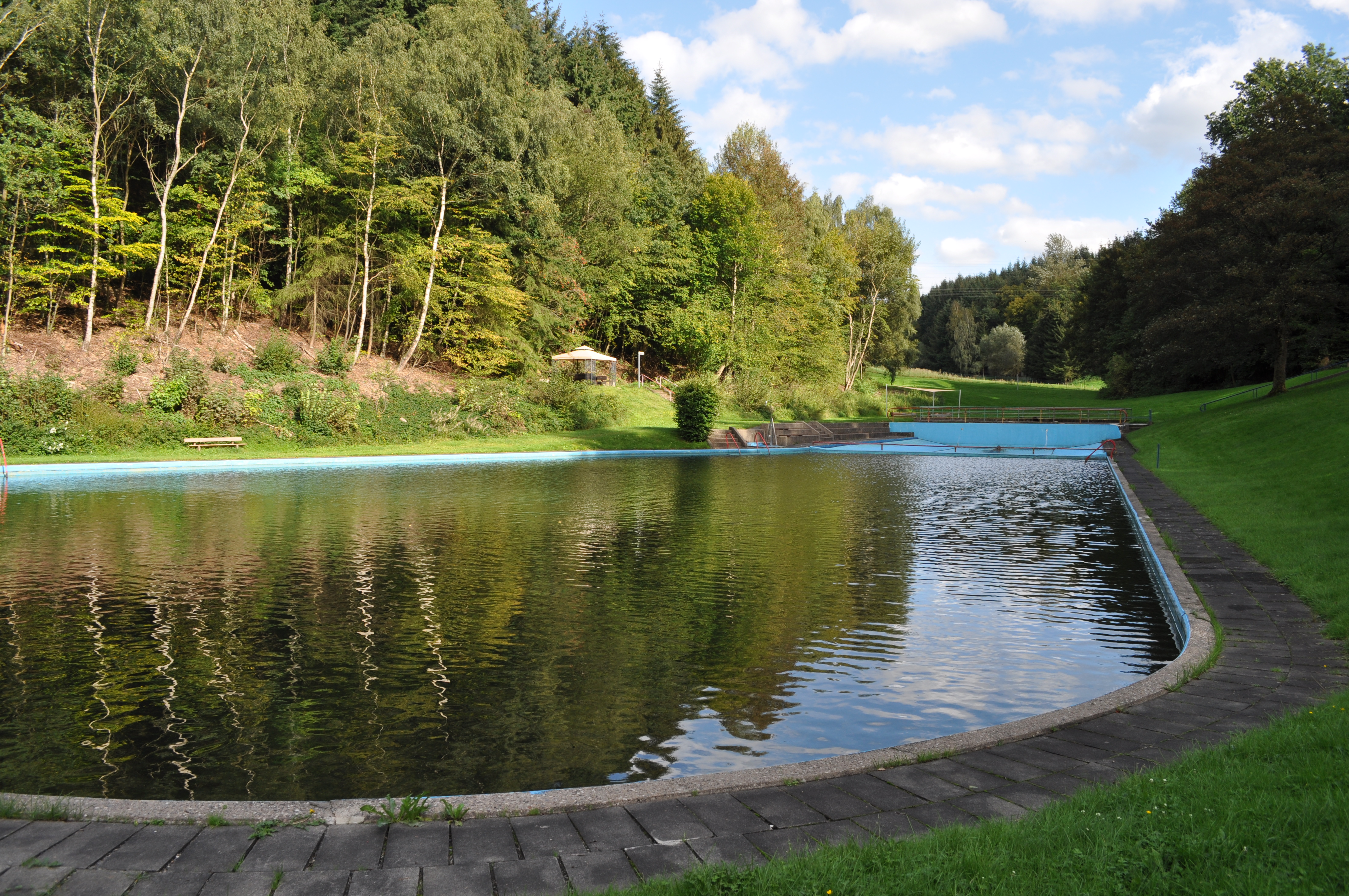
Naturschwimmbad Niederhonnefeld

Im Ortsteil Niederhonnefeld besteht ein Naturschwimmbad am Höllsbach. 1927 wurde ein Zweckverband für den gemeinsamen Kurbetriebes gegründet und der Mühlenbesitzer Jung erhielt einen zehnjährigen Pachtvertrag zur Errichtung des Strandbades. 1928 wurde das Garderobenhaus, 1930 für 3000 RM das Nichtschwimmerbecken gebaut.
Ab 1968 erfolgten eine Reihe von Verbesserungen am Schwimmbad, darunter die Erweiterung des Vorwärmbeckens, der Bau eines Schlamm- und Rückhaltebeckens und der Bau eines Kinderplanschbeckens.

### Regelmäßige Veranstaltungen

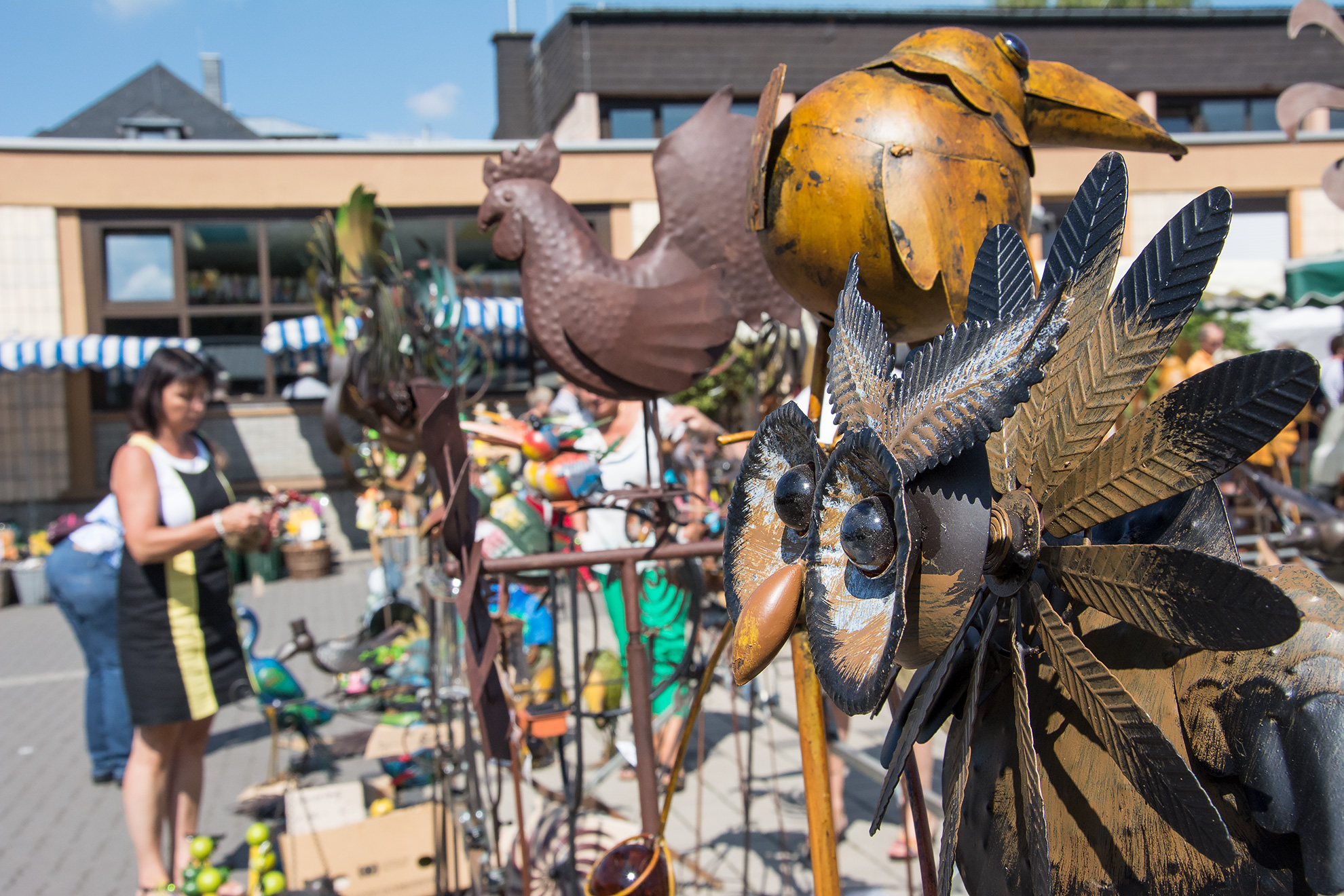
Jahresfelder Markt 2016

Jährlich am ersten Donnerstag im September findet der „Jahrfelder Markt“ (mundartlich: Jorschelder Moat) statt. Dieser Markt wurde erstmals 1707 urkundlich erwähnt.
Ein breitgefächertes Marktangebot erwartet den Besucher. Rund 200 Markthändler bieten Waren aller Art, von der Kittelschürze bis hin zu landwirtschaftlichen Bioprodukten, vom Küchenmesser bis hin zu Spielwaren.

## Verkehr
Straßenhaus liegt an der Bundesstraße 256. In unmittelbarer Nähe verlaufen die Bundesautobahn 3 und die Schnellfahrstrecke Köln–Rhein/Main, deren nächster Bahnhof sich in Montabaur befindet.